# Dancing on the Ceiling
Pour les articles homonymes, voir Dancing on the Ceiling (homonymie).
Albums de Lionel Richie
Can't Slow Down
(1983) Back to Front
(1992)
Singles
1. Say You, Say Me
Sortie : 29 octobre 1985
2. Dancing on the Ceiling
Sortie : 19 juin 1986
3. Love Will Conquer All
Sortie : 29 septembre 1986
4. Ballerina Girl / Deep River Woman
Sortie : novembre 1986
5. Se La
Sortie : mars 1987

Dancing on the Ceiling est le troisième album studio du chanteur Lionel Richie, sorti le 15 juillet 1986 chez Motown.
Le premier single de l'album fut Say You, Say Me, qui atteindra la première place au Billboard Hot 100 américain, suivra Dancing on the Ceiling qui lui sera classé deuxième. Les autres chansons de l'album qui auront atteint le top 10 du Billboard Hot 100 furent Love Will Conquer All, Ballerina Girl ainsi que Deep River Woman. L'album devait à l'origine s'intituler Say You, Say Me. 
Après la sortie de cet album, Lionel Richie fait une longue pause et, hormis la compilation Back to Front (1992) qui contient quelques inédits, ne sort pas d'album avant dix ans, avec la sortie de l'album Louder Than Words en 1996.

## Contexte et enregistrement

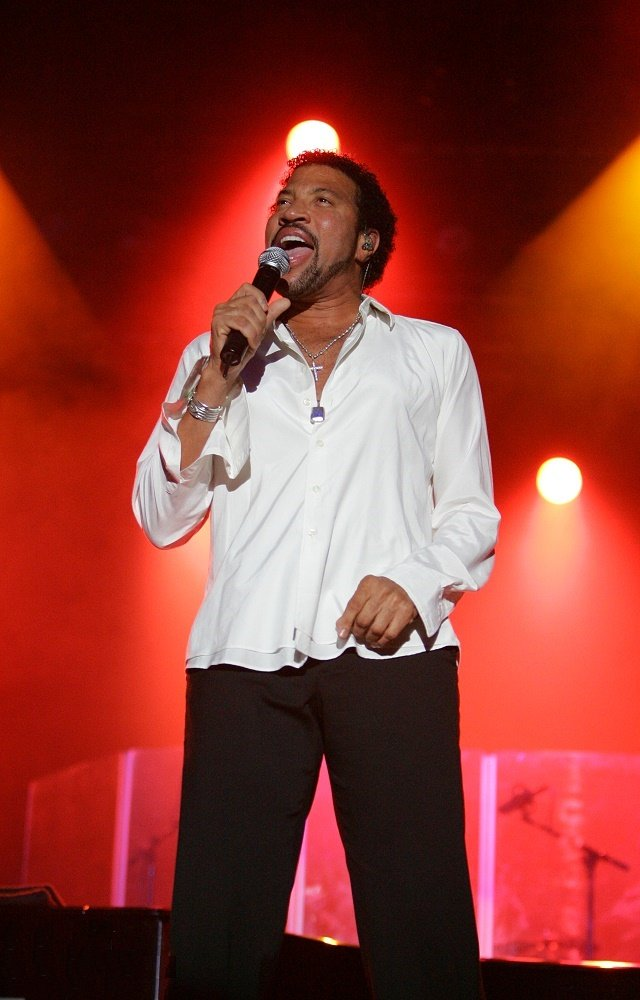
Lionel Richie auteur de Dancing on the Ceiling.

L'enregistrement des chansons utilisées plus tard sur Dancing on the Ceiling commence en 1985. La chanson Say You, Say Me est utilisée cette année-là dans le film Soleil de nuit, pour lequel elle remporte l'Oscar de la meilleure chanson originale et le Golden Globe Award de la meilleure chanson originale. Le développement de l'album s'est effectué pendant que Lionel Richie finalisait son travail sur la chanson caritative We Are the World.
Au début de la production, l'album devait s'intituler « Say You, Say Me » et sortir en décembre 1985, mais Lionel Richie s'est rendu compte qu'il ne voulait pas « faire ces chansons » en raison des conditions sociales qu'il voyait, et il commence par conséquent à les réécrire « pour exprimer ce dans quoi [il] sentait que le monde était en train de s'enfermer ». L'enregistrement de l'album a duré plus d'un an et demi. Lionel Richie déclare plus tard qu'il avait essayé d'inclure un mélange de différents styles.

## Réception

### Accueil critique
Dancing on the Ceiling reçoit un accueil généralement positif de la part des critiques. Anthony Decurtis, dans le magazine Rolling Stone, donne une critique positive de l'album. Le critique musical Robert Christgau du Village Voice attribue à l'album une note de « B+ ». Dans une critique rétrospective, Stephen Thomas Erlewine du site AllMusic attribue quatre étoiles sur cinq à Dancing on the Ceiling, résumant que, dans l'ensemble, l'album est « une affaire solide et agréable ». Il le considère cependant comme une « dégringolade » après les précédents albums de Lionel Richie, les chansons étant généralement plus longues que nécessaire et les paroles mêlant « bêtise et tristesse ».

### Accueil commercial
L'album s'est vendu à quatre millions d'exemplaires aux États-Unis et il est devenu le premier album à être simultanément certifié or, platine, double platine et triple platine par la Recording Industry Association of America (RIAA) depuis que l'organisation a instauré la certification double platine en 1984. Pour promouvoir l'album, Lionel Richie a effectué une tournée de 40 villes intitulée « Outrageous ». Le premier concert a eu lieu à Phoenix, en Arizona.
Dancing on the Ceiling atteint la première place du classement d'albums Billboard Top 200 aux États-Unis. La chanson-titre a été le deuxième single de l'album ayant eu le plus de succès, atteignant la deuxième place aux États-Unis et la septième au Singles Chart britannique, derrière Say You, Say Me, qui est devenu le single de l'album ayant eu le plus de succès. Say You, Say Me remporte également l'Oscar de la meilleure chanson originale. Parmi les autres singles de l'album classés dans le top 10 figurent Love Will Conquer All (n° 9 aux États-Unis, n° 45 au Royaume-Uni) et Ballerina Girl (n° 7 aux États-Unis, n° 17 au Royaume-Uni), alors que Deep River Woman atteint la 10e place du classement Hot Country Singles aux États-Unis.

## Postérité
Après le succès de Dancing on the Ceiling, Lionel Richie se retire presque entièrement de l'industrie musicale pendant six ans, une décision que Steve Huey d'AllMusic considère comme un « abandon pendant qu'il était au sommet ».
Lionel Richie sort un album compilation — avec quelques titres inédits — intitulé Back to Front en 1992, suivi de son premier album entièrement composé de nouvelles chansons, Louder Than Words, en 1996. En 2013, aucun de ses albums successifs ne rencontre le même succès que ses trois premiers, Lionel Richie, Can't Slow Down et Dancing on the Ceiling. Une édition remastérisée de Dancing on the Ceiling est sortie en 2003, contenant quatre titres bonus qui sont des versions longues de chansons déjà présentes dans l'album initial.

## Liste des titres
| A1. | Dancing on the Ceiling | - Lionel Richie - Carlos Rios - Mike Frenchik | 4:30 |
| A2. | Se La                  | - Richie - Greg Phillinganes                  | 5:22 |
| A3. | Ballerina Girl         | Richie                                        | 3:36 |
| A4. | Don't Stop             | - Richie - John Barnes                        | 7:43 |

| B1. | Deep River Woman        | Richie                                 | 4:35 |
| B2. | Love Will Conquer All   | - Richie - Phillinganes - Cynthia Weil | 5:40 |
| B3. | Tonight Will Be Alright | Richie                                 | 5:06 |
| B4. | Say You, Say Me         | Richie                                 | 4:00 |

| 9. | Night Train (Smooth Alligator) | - Jeffrey Cohen - Ray St. John - Narada Michael Walden - Preston Glass - Walter Afanasieff - Sade | 4:59 |

| 10. | Dancing On the Ceiling (12" version) | - Richie - Rios - Frenchik     | 7:12 |
| 11. | Se La (12" version)                  | - Richie - Phillinganes        | 8:17 |
| 12. | Don't Stop (12" version)             | - Richie - Barnes              | 9:35 |
| 13. | Love Will Conquer All (12" version)  | - Richie - Phillinganes - Weil | 7:07 |

## Personnel

### Instrumentistes
- Basse : Joe Chemay, Nathan East, Randy Jackson, Abraham Laboriel et Neil Stubenhaus
- Claviers et synthétiseurs : John Barnes, Dave Cochrane, Preston Glass, Michael Lang, Neil Larsen, Greg Phillinganes, Tiger Head Preston, Lionel Richie et Carlos Rios
- Percussions : Paulinho Da Costa, Sheila E., Greg Phillinganes, Paul Leim, Lionel Richie, John Robinson et Narada Michael Walden
- Guitare : Vernon "Ice" Black, Eric Clapton, Dave Cochran, Charles Fearing, Tim May, Steve Lukather, Carlos Rios et Louis Shelton
- Programmation : John Barnes, Greg Phillinganes et Narada Michael Walden
- Saxophone : Dave Cochran

### Production
- Producteurs : Lionel Richie et James Anthony Carmichael
- Assistants de production : Lyle Rappaport et Brenda Richie
- Ingénieurs : Dana Jon Chapelle, Jim Cotton, David Egerton, Calvin Harris, Fred Law, Gordon Lyon, Steve MacMillan et Joe Scaife
- Mixage : Calvin Harris et Steve MacMillan
- Night Train (Smooth Alligator) a été produit par Lionel Richie et Narada Michael Walden

## Classements et certifications
| Classement (1986–87)                 | Meilleure position |
| ------------------------------------ | ------------------ |
| Allemagne de l'Ouest (Media Control) | 5                  |
| Australie (Kent Music Report)        | 2                  |
| Autriche (Ö3 Austria Top 40)         | 4                  |
| Canada (RPM Top 100 Albums)          | 3                  |
| États-Unis (Billboard 200)           | 1                  |
| États-Unis (Top Black Albums)        | 3                  |
| Europe (European Hot 100 Albums)     | 3                  |
| France (SNEP)                        | 7                  |
| Norvège (VG-lista)                   | 1                  |
| Nouvelle-Zélande (RIANZ)             | 3                  |
| Pays-Bas (Mega Album Top 100)        | 2                  |
| Royaume-Uni (UK Albums Chart)        | 2                  |
| Suède (Sverigetopplistan)            | 2                  |
| Suisse (Schweizer Hitparade)         | 2                  |

| Classement (1986)                    | Position |
| ------------------------------------ | -------- |
| Allemagne de l'Ouest (Media Control) | 55       |
| Canada (RPM Top 100 Albums)          | 12       |
| États-Unis (Billboard 200)           | 99       |
| États-Unis (Top Black Albums)        | 48       |
| Europe (European Hot 100 Albums)     | 39       |
| Pays-Bas (Album Top 100)             | 23       |

| Classement (1987)             | Position |
| ----------------------------- | -------- |
| Canada (RPM Top 100 Albums)   | 22       |
| États-Unis (Billboard 200)    | 18       |
| États-Unis (Top Black Albums) | 17       |
| Nouvelle-Zélande (RMNZ)       | 28       |
| Pays-Bas (Album Top 100)      | 45       |

### Certifications
| Région                                                               | Certification | Ventes/Streams |
| -------------------------------------------------------------------- | ------------- | -------------- |
| Belgique (BEA)                                                       | Or            | 25 000*        |
| Canada (Music Canada)                                                | 3 × Platine   | 300 000^       |
| Espagne (PME)                                                        | Or            | 50 000^        |
| États-Unis (RIAA)                                                    | 4 × Platine   | 4 000 000^     |
| France (SNEP)                                                        | 2 × Or        | 200 000*       |
| Hong Kong (IFPI)                                                     | Platine       | 20 000*        |
| Nouvelle-Zélande (RMNZ)                                              | Platine       | 15 000^        |
| Pays-Bas (NVPI)                                                      | Platine       | 100 000^       |
| Royaume-Uni (BPI)                                                    | 2 × Platine   | 600 000^       |
| Suisse (IFPI)                                                        | Or            | 25 000^        |
| *Ventes selon la certification ^Mise en rayon selon la certification |               |                |

### Singles
| Année | Single                         | Chart                         | Position |
| ----- | ------------------------------ | ----------------------------- | -------- |
| 1985  | Say You, Say Me                | Hot Adult Contemporary Tracks | 1        |
| 1985  | Say You, Say Me                | Hot R&B Singles               | 1        |
| 1985  | Say You, Say Me                | Billboard Hot 100             | 1        |
| 1986  | Ballerina Girl                 | Hot Adult Contemporary Tracks | 1        |
| 1986  | Ballerina Girl                 | Hot R&B Singles               | 5        |
| 1986  | Ballerina Girl                 | Billboard Hot 100             | 7        |
| 1986  | Dancing on the Ceiling         | Hot Adult Contemporary Tracks | 3        |
| 1986  | Dancing on the Ceiling         | Hot R&B Singles               | 6        |
| 1986  | Dancing on the Ceiling         | Billboard Hot 100             | 2        |
| 1986  | Dancing on the Ceiling (remix) | Hot Dance Singles Sales       | 19       |
| 1986  | Deep River Woman               | Hot Country Songs             | 10       |
| 1986  | Love Will Conquer All          | Hot Adult Contemporary Tracks | 1        |
| 1986  | Love Will Conquer All          | Hot R&B Singles               | 2        |
| 1986  | Love Will Conquer All          | Billboard Hot 100             | 9        |
| 1987  | Deep River Woman               | Hot Adult Contemporary Tracks | 28       |
| 1987  | Deep River Woman               | Billboard Hot 100             | 71       |
| 1987  | Se La                          | Hot Adult Contemporary Tracks | 5        |
| 1987  | Se La                          | Hot R&B Singles               | 12       |
| 1987  | Se La                          | Billboard Hot 100             | 20       |

| Année | Single                 | Chart            | Position | Réf    |
| ----- | ---------------------- | ---------------- | -------- | ------ |
| 1985  | Say You, Say Me        | UK Singles Chart | 8        | [ 47 ] |
| 1986  | Dancing on the Ceiling | UK Singles Chart | 7        | [ 48 ] |
| 1986  | Love Will Conquer All  | UK Singles Chart | 45       | [ 49 ] |
| 1986  | Ballerina Girl         | UK Singles Chart | 17       | [ 50 ] |
| 1987  | Se La                  | UK Singles Chart | 43       | [ 51 ] |

## Clips vidéo
- Ballerina Girl
- Dancing On the Ceiling
- Love Will Conquer All
- Say You, Say Me